# Consensus scientifique

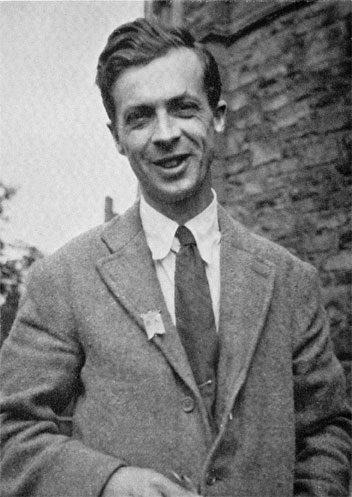
Julian Huxley donne en 1942 son nom à la théorie synthétique de l'évolution, laquelle fait aujourd'hui largement consensus dans la communauté scientifique.

Le consensus scientifique est la théorie, la position et l'opinion collective adoptées par la communauté scientifique, dans un domaine particulier d'étude. Le consensus implique un accord général, mais pas nécessairement à l'unanimité, et peut changer avec le temps et les connaissances.

## Consensus actuels et controverses
Un consensus scientifique peut être considéré comme controversé dans la sphère publique alors qu'il est accepté par la communauté scientifique. Parmi les cas fréquemment remis en cause dans les sphères médiatiques, politiques ou encore religieuses, et ce malgré le large consensus scientifique dont ils font l'objet, on peut citer :
- La théorie de l'évolution, remise en cause par divers courants religieux[2] ;
- Le réchauffement climatique récent et l'importance de l'action humaine dans son évolution, remis en cause par d'importants lobbys pétroliers[3],[4] ;
- L'absence de liens entre la vaccination et l'autisme, remise en cause depuis l'étude d'Andrew Wakefield de 1999 (depuis démontrée comme frauduleuse[5]) par de nombreux courants antivaccinations à travers le monde[6].

D'autres grands consensus scientifiques ont été largement débattus lors de leur théorisation avant d'être largement acceptés. Par exemple :
- Le modèle héliocentrique ;
- Le modèle standard ;
- Le modèle de la tectonique des plaques ;
- La théorie de la gravitation universelle ;
- La théorie de la relativité générale ;
- La mécanique quantique ;
- La théorie du Big Bang.

### Articles scientifiques
- (en) Uri Shwed et Peter S. Bearman, « The Temporal Structure of Scientific Consensus Formation », American Sociological Review, vol. 75, no 6,‎ 1er décembre 2010, p. 817-840 (ISSN 0003-1224, DOI 10.1177/0003122410388488).
- (en) John H. Evans, « Consensus and knowledge production in an academic field », Poetics (en), vol. 35, no 1,‎ 1er février 2007, p. 1-21 (ISSN 0304-422X, DOI 10.1016/j.poetic.2007.01.001, lire en ligne, consulté le 17 décembre 2017).
- (en) Lowell L. Hargens, « Scholarly Consensus and Journal Rejection Rates », American Sociological Review, vol. 53, no 1,‎ 1988, p. 139-151 (DOI 10.2307/2095739, lire en ligne, consulté le 17 décembre 2017).
- (en) Dan M. Kahan (en), Hank Jenkins‐Smith et Donald Braman, « Cultural cognition of scientific consensus », Journal of Risk Research (en), vol. 14, no 2,‎ 1er février 2011, p. 147-174 (ISSN 1366-9877, DOI 10.1080/13669877.2010.511246).

### Ouvrages
- Thomas Samuel Kuhn (trad. de l'anglais), La Structure des révolutions scientifiques, Paris, Flammarion, coll. « Champs », 1983 (1re éd. 1962, révision 1970), 284 p. (ISBN 2-08-081115-0).
- (en) William R. Shadish (en) et Steve Fuller, The Social Psychology of Science, Guilford Press (en), 1994, 432 p. (ISBN 978-0-89862-021-4, lire en ligne), chapitre 8.